# Pucikivșciîna, Lohvîțea
Pucikivșciîna (în ucraineană Пучківщина) este un sat în comuna Tokari din raionul Lohvîțea, regiunea Poltava, Ucraina.

## Demografie
Componența lingvistică a localității Pucikivșciîna
     Ucraineană (100%)
Conform recensământului din 2001, toată populația localității Pucikivșciîna era vorbitoare de ucraineană (100%).